# Верхний Вал (улица)
Ве́рхний Ва́л (укр. Верхній Вал) — улица в Подольском районе города Киева, местность Подол. Пролегает от Глубочицкой до Набережно-Крещатицкой улицы. Бульваром отделена от Нижнего Вала.
Примыкают улицы Константиновская, Межигорская, Волошская и Почайнинская.

## История
Улица проложена на месте укреплений вдоль нижнего течения Глубочицы. Валы служили северной границей города в период литовского владычества. Некоторое время обсуждалась гипотеза, что Верхний и Нижний валы соответствуют летописному Столпью, которое тянулось от Хоревицы до Почайны и защищало княжий град с севера, но та гипотеза опиралась на ошибочную оценку размеров и населения домонгольского Города (известно: в XVII столетии киевлян было 10-15 тыс., по разным оценкам в XI столетии — не менее 50-ти, а то и 100 тыс.). И теперь преобладает гипотеза, согласно которой северная граница Киева лежала в районе нынешних улиц Юрковская — Щекавицкая, а с Хоревицей и ручьём, который бежал вдоль укрепления, отождествляют Юрковицкие гору и ручей.

Валы служили не только оборонным целям, а и оберегали от разлива Глубочицы во время паводков. Канава, остаток Глубочицы, существовала до 1930-х годов, когда она была убрана в трубы. Пешеходный бульвар был разбит в 1842 году.
Сохранилась почти вся застройка 1-й половины XIX — начала XX века, есть несколько домов 1930-х годов.
Верхний и Нижний Валы, скорее всего, подвергнутся сильным изменениям вследствие введения в эксплуатацию Подольского мостового перехода. Рассматриваются разные способы расширения проезжей части улиц, вплоть до постройки эстакады. Один из наиболее вероятных для реализации проектов предусматривает поглощение пешеходной полосы зелёного насаждения асфальтовым покрытием.